# Denis Nikolajewitsch Stassjuk
Denis Nikolajewitsch Stassjuk (russisch Денис Николаевич Стасюк; * 2. September 1985 in Angarsk, Russische SFSR, Sowjetunion) ist ein russischer Eishockeyspieler, der seit 2011 bei Rubin Tjumen in der Wysschaja Hockey-Liga unter Vertrag steht.

## Karriere
Denis Stassjuk begann seine Karriere als Eishockeyspieler bei Metallurg Nowokusnezk, für dessen Profimannschaft er von 2002 bis 2004 in der Superliga aktiv war. Anschließend wechselte der Angreifer für die Saison 2004/05 zu Amur Chabarowsk aus der Wysschaja Liga, der zweiten russischen Spielklasse. In dieser Spielzeit erzielte er in 44 Spielen elf Tore und gab zehn Vorlagen. Daraufhin kehrte er zu Metallurg Nowokusnezk zurück, für das er anschließend zunächst weiter in der Superliga und ab der Saison 2009/09 in der neu gegründeten Kontinentalen Hockey-Liga auf dem Eis stand.
Zur Saison 2011/12 schloss sich Stassjuk Rubin Tjumen aus der Wysschaja Hockey-Liga an.

## Statistik
(Stand: Ende der Saison 2010/11)